# Bromberg-Ost
Pour les articles homonymes, voir Bromberg (homonymie).

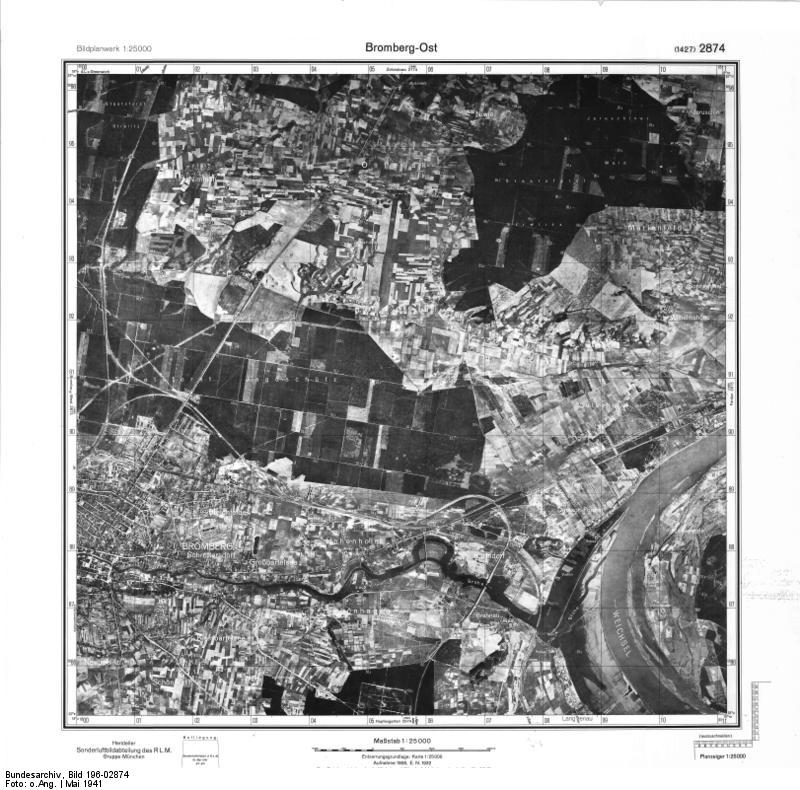
Carte du camp de concentration de Bromberg-Ost.

Le camp de concentration de Bromberg-Ost (allemand : Außenarbeitslager Bromberg-Ost) est un camp annexe pour femmes du camp de concentration du Stutthof entre 1944 et 1945, installé dans la ville Bydgoszcz (ex Bromberg) dans les dernières années de la Seconde Guerre mondiale. Il s'agit d'un camp de concentration nazi.
La majorité des femmes juives détenues en provenance du camp principal du Stutthof travaillaient dans le cadre du travail forcé pour les chemins de fer allemands : chargements, nettoyage, réparations de voies et creusement de fossés. Le commandant du camp était le Scharführer SS Anton Kniffke. Aucun vêtement chaud ne leur fut fourni avant la mi-décembre. 
Vers la fin de la Seconde Guerre mondiale, les survivantes durent subir une marche de la mort vers Sachsenhausen-Oranienburg.

## Histoire
L'ordre d'installer le camp annexe de Bromberg-est fut donné le 12 septembre 1944 par le commandant du Stutthof Paul Werner Hoppe. Ce camp était situé entre les rues Kamienna et Fabryczna. Le jour suivant, 300 détenues furent envoyées là sous le contrôle de sept surveillantes de la SS. De juin 1944 à mars 1945, le poste d'Oberaufseherin à Bromberg-est fut tenu par Johanna Wisotzki. Parmi les gardiennes réaffectées depuis le Stutthof à Bromberg-ouest figuraient les Aufseherinnen  notoirement cruelles, telles Ewa Paradies, Herta Bothe et Gerda Steinhoff, qui participèrent aux sélections des détenues destinées à la chambre à gaz.

## Suites judiciaires
Un groupe de trente ex-officiers et surveillants des camps de Bromberg-est et du Stutthof furent jugés et convaincus de crimes contre l'humanité lors des procès du Stutthof, le tribunal des crimes de guerre siègeant à Gdańsk (Pologne) du 25 avril 1946 au 31 mai 1946. Onze inculpés furent condamnés à mort tandis que les autres le furent à diverses peines d'emprisonnement.
Les gardiennes SS furent capturées et également jugées et condamnées, notamment en Pologne (voir Procès du Stutthof).

## Sources
- (en) Cet article est partiellement ou en totalité issu de l’article de Wikipédia en anglais intitulé « Bromberg-Ost » (voir la liste des auteurs).